# Alchemilla alpestris
Alchemilla alpestris é uma espécie de rosácea do gênero Alchemilla, pertencente à família Rosaceae.